# 나현희
나현희(1970년 9월 20일 ~ )는 대한민국의 배우이자 가수이다.

## 학력
- 남성초등학교 (졸업)
- 부산서여자중학교 (졸업)
- 숙명여자고등학교 (졸업)
- 수원대학교 무용학과 (졸업)

## 연기 활동
1991년 CF모델 첫 데뷔하였고 이듬해 1992년 영화 《달은... 해가 꾸는 꿈》으로 영화배우 데뷔하였으며 이어 같은 해 1992년 KBS 특채 탤런트로 입문하였다. 1996년 건축설계사인 남편과 결혼하였다. 결혼을 하면서 연예계를 떠났다가 7년만인 2003년 SBS 드라마 《이브의 화원》으로 복귀하고 MBC 드라마 《영웅시대》에도 출연했으나, 육아문제로 또다시 공백기를 가졌다. 4년간의 휴식기를 가진 뒤, SBS 드라마 《물병자리》로 컴백했다.

## 출연작

### 드라마
- 1991년 KBS 1TV 대하드라마 《바람꽃은 시들지 않는다》
- 1992년 KBS 1TV 일일연속극 《정든 님》 ... 차경아 역
- 1992년 MBC 미니시리즈 《여자의 방》 ... 화정 역
- 1993년 SBS 일요아침드라마 《우리식구 열다섯》
- 1993년 KBS 2TV 수목미니시리즈 《살아남은 자의 슬픔》 ... 디디 역
- 1993년 SBS 주말극장 《일과 사랑》 ... 문은영 역
- 1994년 MBC 아침드라마 《천국의 나그네》 ... 화경 역
- 1994년 KBS 2TV 수목미니시리즈 《숨은 그림 찾기》 ... 고명순 역
- 1994년 KBS 2TV 단막극 《드라마게임 - 베일 속의 여자》
- 1995년 KBS 2TV 미니시리즈 《창공》 ... 간호장교 노영주 중위 역
- 1995년 SBS 드라마스페셜 《신비의 거울속으로》 ... 민정 역
- 1996년 KBS 2TV 일요아침드라마 《귀여운 여자》 ... 미순 역
- 1996년 MBC 단막극 《MBC 베스트극장 - 사람만들기》
- 1996년 SBS 드라마스페셜 《남자 대탐험》
- 1996년 MBC 청춘시트콤 《시트콤 남자 셋 여자 셋》
- 1996년 MBC 단막극 《MBC 베스트극장 - 언제나 두 번째 토요일처럼》 ... 혜영 역
- 1997년 SBS 아침연속극 《단 한번의 노래》 ... 남미주 역
- 1997년 SBS 주간시트콤 《시트콤 LA아리랑》
- 2003년 SBS 아침연속극 《이브의 화원》 ... 윤신영 역
- 2004년 MBC 특별기획대하드라마 《영웅시대》 ... 박희라 역
- 2008년 SBS 아침연속극 《물병자리》 ... 조경란 역
- 2008년 MBC 창사47주년특별기획드라마 《에덴의 동쪽》 ... 오윤희 역

### 영화
- 1992년 《달은... 해가 꾸는 꿈》 ... 은주 역

### 뮤지컬/악극
- 1995년 《스타가 될거야》
- 1995년 《베이비 베이비》
- 2002년 《모정의 세월》
- 2002년 《아가씨와 건달들》
- 2003년 《속 불효자는 웁니다》
- 2005년 《그 사람 이름은 잊었지만》
- 2005년 《카르멘》
- 2007년 《대장금》

## 방송
- 1992년 KBS2 《젊음의 행진》 ... MC
- 1995년 KBS 2FM 《영화음악실》 ... DJ
- 2006년 EBS 《살림의 여왕》 ... MC
- 2016년 JTBC 《투유 프로젝트 - 슈가맨》 ... 게스트

## CF
- 1991년 외환은행 비자카드 - 불우이웃 돕기편 (With. 홍요섭 박현숙)
- 1991년 신영와코루 비너스 에띠앙
- 1992년 대현 씨씨클럽
- 1993년 롯데제과 멜론바, 미니찰떡볼아이스, 참새방앗간 알방앗간
- 1993년 애경산업 미스덴탈치약
- 1994년 빙그레 요플레
- 1996년 삼성전자 삼성무선전화기
- 2000년 CJ제일제당 해찬들 고추장, 된장
- 2001년 풀무원 바른우동
- 2005년 삼성전자 매직스테이션
- 2006년 LG전자 디오스냉장고
- 2010년 크라운제과 쿠크다스
- 2016년 대상 청정원 민속당면

## 앨범

### 정규
- 1993년 정규 1집 앨범 《After Stage》

### 참여 음반
- 1992년 영화 《달은... 해가 꾸는 꿈》OST
- 1992년 KBS 2TV 《사랑을 위하여》OST - 〈다시 사랑하지 않을거야〉
- 1993년 KBS 2TV 《살아남은 자의 슬픔》OST - 〈나는 너만을〉
- 1993년 SBS 《일과 사랑》OST - 〈너의 용기〉
- 1995년 KBS 2TV 《창공》OST - <슬픈 추억>(가수 김원준과 듀엣)
- 1995년 SBS 《신비의 거울속으로》OST - <신비의 거울속으로>

## 수상
- 1995년 제1회 한국뮤지컬대상 연기상